# Sông Pilcomayo

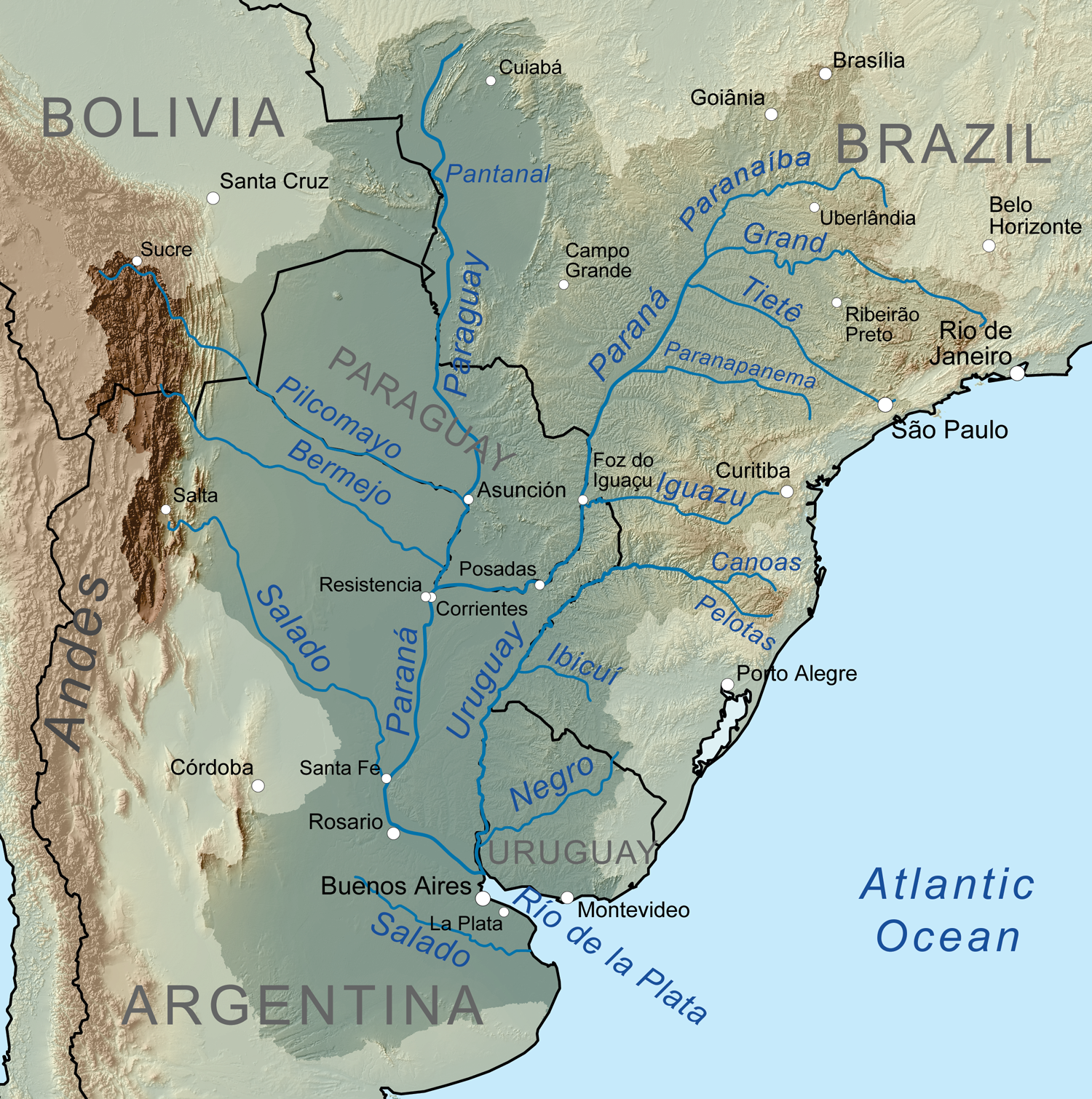
Bản đồ bồn địa Rio de la Plata, thể hiện sông Pilcomayo hợp lưu với sông Paraguay gần Asunción.

Sông Pilcomayo (tiếng Tây Ban Nha, Río Pilcomayo; tiếng Guarani Ysyry Araguay [ɨsɨˈɾɨ aɾaˈɣʷaj]) nằm ở miền Trung của Nam Mỹ. Sông có chiều dài 1.100 kilômét (680 mi), và là chi lưu phía tây dài nhất của sông Paraguay. Lưu vực sông là khoảng 270.000 kilômét vuông (100.000 dặm vuông Anh), và lưu lượng của sông là 200 mét khối trên giây (7.100 cu ft/s).
Pilcomayo khởi nguồn từ dãy Andes, giữa hai tỉnh Potosí và Oruro của Bolivia, phía đông hồ Poopó. Từ đây, dòng sông chảy theo hướng đông nam qua hai tỉnh Chuquisaca và Tarija, qua tỉnh Formosa của Argentina và bồn địa Gran Chaco của Paraguay, tạo thành biên giới tự nhiên giữa hai quốc gia trước khi đổ vào sông Paraguay gần Asunción. Vườn quốc gia Río Pilcomayo nằm sát biên giới bên phía Argentina. Ngã ba biên giới Argentina–Bolivia–Paraguay nằm trên sông Pilcomayo.